# Тети Вјолино (Кунео)
Тети Вјолино је насеље у Италији у округу Кунео, региону Пијемонт.
Према процени из 2011. у насељу је живело 1 становника. Насеље се налази на надморској висини од 1047 м.